# Vegetable Man
«Vegetable Man» (с англ. — «Человек-овощ») — песня британской психоделической рок-группы Pink Floyd, написанная Сидом Барреттом. До настоящего времени эта песня (наряду с «Scream Thy Last Scream») не была выпущена официально. Долгое время обе композиции были доступны лишь на некоторых бутлегах, например, Psychedelic Games For May. В 2016 г. вошли в состав официального бокс-сета The Early Years 1965–1972.

## Написание
«Сид написал “Vegetable Man” у меня дома. Это было нечто сверхъестественное. Он должен был идти на запись и ему нужна была песня, так что он засел за работу и просто описал самого себя: “Я надел жёлтые ботинки и сочинил блюз…”, “В моей расписной рубашонке я выгляжу каким-то ничтожеством…”» — Питер Дженнер.

Дженнер назвал песню «слишком мрачной». Многие ссылаются на «Vegetable Man» как на свидетельство монументального упадка Сида как музыканта и личности. Песня была написана примерно в то же время что и «Jugband Blues». Хотя обе песни содержат тождественный циничный юмор, в «Jugband Blues» он направлен на окружение Барретта, тогда как в «Vegetable Man» на музыкальную индустрию и самого Сида.

## Запись
Запись песни продолжалась с 9 по 11 октября 1967 года. Первый дубль кончается 15-секундным смехом группы, а другой дубль является джемом на песню с весьма ускоренным темпом. Композиция была попыткой записать сингл последующий за «See Emily Play», а также попыткой начать сессии ко второму альбому группы, впоследствии ставшим A Saucerful of Secrets. Среди песен для нового альбома были также «Paint Box», «Scream Thy Last Scream», «Jugband Blues» и «Apples and Oranges».

### Участники записи
- Сид Барретт — вокал, гитара
- Ричард Райт — клавишные
- Роджер Уотерс — бас-гитара, бэк-вокал
- Ник Мэйсон — ударные, перкуссия

## Выпуск
Музыканты Pink Floyd планировали выпустить песню «Vegetable Man» на стороне «Б» сингла «Scream Thy Last Scream», однако выпуск был отменён и обе песни так и не были изданы официально. В итоге, в качестве сингла была выбрана «Apples and Oranges» с «Paint Box» на обратное стороне, а «Jugband Blues» была выпущена на A Saucerful of Secrets. Группа сыграла «Vegetable Man» в ритм-н-блюзовом стиле для радио-трансляции BBC, которая состоялась 20 декабря 1967 года.

«Я всегда думал, что им следовало выпустить её, так что я не возражал по поводу использования моих копий. Я знал, что ни Роджер, ни Дэйв никогда не сделают этого. Они всегда, как-бы, чувствовали, что [плёнки] были неприличными, это было бы непорядочно как опубликование обнаженных фотографий известной актрисы. Но я думал, что это были хорошие песни и великие произведения искусства. Они будоражат, и несколько грустны, но они одни из лучших работ Сида. Хотя я никому не пожелал бы пройти через то, через что прошёл он для написания этих песен. Они как картины Ван Гога» — Питер Дженнер.

Продюсер Малькольм Джонс, спродюсировавший сольный альбом Барретта The Madcap Laughs, сделал ремикс «Vegetable Man» и «Scream Thy Last Scream» для их включения в сборник раритетов Барретта Opel, однако группа воспрепятствовала выходу двух песен.

## Кавер-версии
- The Soft Boys сделала кавер песни, который был выпущен на их мини-альбоме Near the Soft Boys[23] и на некоторых изданиях альбома Underwater Moonlight[24].
- Кавер «Vegetable Man» шотландской группы The Jesus and Mary Chain[25] был выпущен на стороне «Б» их дебютного сингла «Upside Down»[26] и на их сборнике The Power of Negative Thinking: B-Sides & Rarities 2008 года[27].
- Канадская группа Kosmos записала свою кавер-версию для трибьют-альбома Like Black Holes in the Sky: The Tribute to Syd Barrett[28].